# Boruca jezik
Boruca jezik (borunca, brunca, brunka, burunca; ISO 639-3: brn), jezik Boruca Indijanaca koji se govori između Playa Bonite i Golfita na južnoj obali Kostarike. Etnička pripadnost iznosi oko 1 000 (1991), ali ima svega 5 govornika (1986 SIL; sve su žene), a pleme se služi španjolskim [spa] jezikom.
Pripada porodici talamanca

## Vanjske poveznice
- Ethnologue (14th)
- Ethnologue (15th)